# Hans Giese
Hansernst Friedrich Giese (ur. 26 czerwca 1920 we Frankfurcie nad Menem, zm. 21 lub 22 lipca 1970 r. w pobliżu Saint-Paul-de-Vence, Francja) – niemiecki seksuolog.
Syn prawnika Friedricha Giese. Studiował medycynę, filozofię i germanistykę uniwersytecie we Fryburgu Bryzgowijskim. Studia filozoficzne ukończył w 1943 r. obroną pracy na temat twórczości Goethego.
Po II wojnie światowej uzyskał także doktorat z medycyny (praca doktorska Formy męskiego homoseksualizmu). W kwietniu 1949 r. założył Instytut Seksuologii w Kronberg im Taunus. W październiku 1949 r. chwilowo współpracował z Kurtem Hillerem w celu reaktywacji Komitetu Naukowo-Humanitarnego. Uniwersytet we Frankfurcie odrzucił w tamtym czasie jego wniosek o habilitację z ze względu na jego otwarte działania w celu zniesienia wciąż obowiązującego paragrafu 175.
Giese wyjechał do Hamburga w 1958 roku, gdzie uzyskał tytuł profesora w 1965 r. Jego Instytut Seksuologii został włączony do kliniki Uniwersytetu Hamburskiego.
Zginął w wypadku w lipcu 1970 r. podczas wędrówki górskiej na Lazurowym Wybrzeżu.
Według Volkmar Sigusch, Giese był „najbardziej wpływowym seksuologiem okresu Adenauera”.